# Madrid Masters 2004 - Qualificazioni singolare
Le qualificazioni del singolare  del Madrid Masters 2004 sono state un torneo di tennis preliminare per accedere alla fase finale della manifestazione. I vincitori dell'ultimo turno sono entrati di diritto nel tabellone principale. In caso di ritiro di uno o più giocatori aventi diritto a questi sono subentrati i lucky loser, ossia i giocatori che hanno perso nell'ultimo turno ma che avevano una classifica più alta rispetto agli altri partecipanti che avevano comunque perso nel turno finale.
Le qualificazioni del torneo Madrid Masters 2004 prevedevano 24 partecipanti di cui 6 sono entrati nel tabellone principale.

## Teste di serie
1. Tomáš Berdych (Qualificato)
2. Filippo Volandri (ultimo turno)
3. Thomas Johansson (ultimo turno)
4. Mariano Zabaleta (primo turno)
5. Thomas Enqvist (ultimo turno)
6. Ricardo Mello (primo turno)

1. Alberto Martín (ultimo turno)
2. Juan Luis Rascón Lope (primo turno)
3. Olivier Rochus (ultimo turno)
4. Guillermo García López (primo turno)
5. Maks Mirny (Qualificato)
6. Stefan Koubek (primo turno)

## Qualificati
1. Tomáš Berdych
2. Juan Luis Rascón Lope
3. Stefan Koubek

1. Kristof Vliegen
2. Maks Mirny
3. Antony Dupuis

## Tabellone

### Legenda
| - Q = Qualificato - WC = Wild card - LL = Lucky loser | - ALT = Alternate - SE = Special Exempt - PR = Protected Ranking | - w/o = Walkover - r = Ritirato - d = Squalificato |

### Sezione 1
|  | Primo turno | Primo turno     | Primo turno    | Primo turno | Primo turno |  |  | Ultimo turno | Ultimo turno   | Ultimo turno   | Ultimo turno | Ultimo turno |  |
|  |             |                 |                |             |             |  |  |              |                |                |              |              |  |
|  | 1           | Tomáš Berdych   | 4              | 6           | 6           |  |  |              |                |                |              |              |  |
|  |             | Jarkko Nieminen | 6              | 3           | 3           |  |  | 1            | Tomáš Berdych  | Tomáš Berdych  | 7            | 7            |  |
|  | 9           | Olivier Rochus  | Olivier Rochus | 6           | 7           |  |  | 9            | Olivier Rochus | Olivier Rochus | 5            | 65           |  |
|  |             | Andreas Seppi   | Andreas Seppi  | 3           | 5           |  |  |              |                |                |              |              |  |

### Sezione 2
|  | Primo turno | Primo turno             | Primo turno             | Primo turno | Primo turno |  |  | Ultimo turno | Ultimo turno          | Ultimo turno | Ultimo turno | Ultimo turno |  |
|  |             |                         |                         |             |             |  |  |              |                       |              |              |              |  |
|  | 2           | Filippo Volandri        | Filippo Volandri        | 6           | 6           |  |  |              |                       |              |              |              |  |
|  |             | Joaquín Muñoz Hernández | Joaquín Muñoz Hernández | 3           | 1           |  |  | 2            | Filippo Volandri      | 7            | 3            | 4            |  |
|  |             | Juan Luis Rascón Lope   | 6                       | 63          | 6           |  |  |              | Juan Luis Rascón Lope | 64           | 6            | 6            |  |
|  | 8           | José Acasuso            | 3                       | 7           | 3           |  |  |              |                       |              |              |              |  |

### Sezione 3
|  | Primo turno | Primo turno         | Primo turno | Primo turno | Primo turno |  |  | Ultimo turno | Ultimo turno     | Ultimo turno     | Ultimo turno | Ultimo turno |  |
|  |             |                     |             |             |             |  |  |              |                  |                  |              |              |  |
|  | 3           | Thomas Johansson    | 6           | 6           | 6           |  |  |              |                  |                  |              |              |  |
|  |             | Nicolás Almagro     | 7           | 1           | 3           |  |  | 3            | Thomas Johansson | Thomas Johansson | 4            | 4            |  |
|  |             | Stefan Koubek       | 1           | 6           | 6           |  |  |              | Stefan Koubek    | Stefan Koubek    | 6            | 6            |  |
|  | 12          | Jan-Michael Gambill | 6           | 4           | 1           |  |  |              |                  |                  |              |              |  |

### Sezione 4
|  | Primo turno | Primo turno      | Primo turno | Primo turno | Primo turno |  |  | Ultimo turno | Ultimo turno    | Ultimo turno    | Ultimo turno | Ultimo turno |  |
|  |             |                  |             |             |             |  |  |              |                 |                 |              |              |  |
|  |             | Kristof Vliegen  | 6           | 62          | 6           |  |  |              |                 |                 |              |              |  |
|  | 4           | Mariano Zabaleta | 3           | 7           | 4           |  |  |              | Kristof Vliegen | Kristof Vliegen | 6            | 6            |  |
|  | 7           | Alberto Martín   | 2           | 6           | 6           |  |  | 7            | Alberto Martín  | Alberto Martín  | 2            | 4            |  |
|  |             | Álex Calatrava   | 6           | 4           | 3           |  |  |              |                 |                 |              |              |  |

### Sezione 5
|  | Primo turno | Primo turno    | Primo turno    | Primo turno | Primo turno |  |  | Ultimo turno | Ultimo turno   | Ultimo turno   | Ultimo turno | Ultimo turno |  |
|  |             |                |                |             |             |  |  |              |                |                |              |              |  |
|  | 5           | Thomas Enqvist | 6              | 2           | 6           |  |  |              |                |                |              |              |  |
|  |             | Potito Starace | 3              | 6           | 4           |  |  | 5            | Thomas Enqvist | Thomas Enqvist | 5            | 62           |  |
|  | 11          | Maks Mirny     | Maks Mirny     | 6           | 6           |  |  | 11           | Maks Mirny     | Maks Mirny     | 7            | 7            |  |
|  |             | Grégory Carraz | Grégory Carraz | 3           | 1           |  |  |              |                |                |              |              |  |

### Sezione 6
|  | Primo turno | Primo turno            | Primo turno | Primo turno | Primo turno |  |  | Ultimo turno           | Ultimo turno           | Ultimo turno           | Ultimo turno | Ultimo turno |  |
|  |             |                        |             |             |             |  |  |                        |                        |                        |              |              |  |
|  |             | Antony Dupuis          | 63          | 6           | 6           |  |  |                        |                        |                        |              |              |  |
|  | 6           | Ricardo Mello          | 7           | 2           | 2           |  |  | Antony Dupuis          | Antony Dupuis          | Antony Dupuis          | 6            | 6            |  |
|  |             | Guillermo García López | 5           | 6           | 7           |  |  | Guillermo García López | Guillermo García López | Guillermo García López | 4            | 4            |  |
|  | 10          | Gilles Müller          | 7           | 3           | 64          |  |  |                        |                        |                        |              |              |  |